# 비앙카 마리아 스포르차
비앙카 마리아 스포르차(Bianca Maria Sforza, 1472년 4월 5일 ~ 1510년 12월 31일)는 신성 로마 제국의 황제 막시밀리안 1세의 황후이다. 밀라노 공작 갈레아초 마리아 스포르차와 그의 두 번째 아내 사보이아의 보나 사이에서 태어난 장녀이다. 그녀는 두 살의 나이에 사촌인 사보이아 공작 필리베르토 1세와 결혼했지만, 1482년 필리베르토가 죽자 밀라노로 귀국하였다. 1494년 막시밀리안 1세와 결혼했다. 인문주의자였던 막시밀리안 1세는 사보이아에서 제대로 된 궁정 교육을 받지 못한 비앙카에게 흥미를 느끼지 못했고 부부 생활은 원만하지 못했다. 비앙카는 아이를 낳지 못한 채 1510년 인스브루크에서 죽었다.